# 後壁區
23°21′58″N 120°21′43″E / 23.3661268°N 120.3619800°E
後壁區，舊稱「侯伯寮」、「後壁寮」，前身「後壁鄉」，位於臺灣臺南市最北端，北以八掌溪與臺灣省嘉義縣水上鄉、鹿草鄉、義竹鄉相鄰，東鄰白河區，西鄰鹽水區，南接新營區、東山區，地處嘉南平原中段，係由八掌溪及急水溪沖積而成，東北方地勢稍高，氣候屬熱帶季風氣候。屬於大新營地區的一部分。區內以蘭花與稻米聞名，並設有農業部農業科技園區管理中心蘭花園區，更於2018年以「米」「蘭」的故鄉、農作體驗、在地豐富的藝術創作榮獲交通部觀光局票選「臺灣三十經典小鎮」。

## 歷史沿革
- 根據「後壁鄉誌」（鄉公所編）和「後壁香火」（泰安旌忠文教基金會）的描述，在後壁村和侯伯村之間早期有一條大溪，民眾必須渡筏而過，當時有一位鬍鬚伯仔在這裡築寮渡筏維生，後來這個地方就被稱為「鬍鬚伯仔的寮仔」，久而久之又轉為「侯伯寮」。
- 後壁區舊稱「侯伯寮」，因位於「頂茄苳」後方，當地人也以閩南語慣稱「後壁寮」（閩南語中，慣以『後壁』（āu-piah）指稱後方、背面）。
- 後壁在明鄭時代屬承天府天興縣。
- 康熙二十三年（1684年）設臺灣府，下設臺灣、鳳山、諸羅三縣，本地屬諸羅縣，隸屬於福建省，是時尚為荒蕪之地。
- 雍正年間設廳，改屬鹽水港，管轄下茄苳南堡、下茄苳、北堡及自鬚公潭之白沙墩庄，後因行政區再度調整，始改隸嘉義廳。
- 日治時代以後，因為音誤而改稱為「後壁寮」。從日本時期所繪製的「臺灣地形圖」來看，當時「後壁寮」的聚落中心是指現在的侯伯村一帶，今日被稱為後壁村的地點在早期則庄外的荒地，戰後，車站附近才另設一村並為行政中心，稱後壁村，原來的聚落則稱侯伯村。
- 迨至大正九年（1920年）九月一日廢廳改制，設州、郡、庄，將原嘉義廳下茄苳南堡、本協庄、鳥樹林庄、安溪寮庄、下茄苳北堡、菁寮庄、崩埤庄、長短樹庄、竹圍後庄、新港東庄、上茄苳庄、土溝庄及白鬚公潭堡、白沙墩庄等合稱「後壁」，並劃歸臺南州新營郡管轄。
- 後壁區在明鄭時期就已經開發，區內東側嘉苳村的「本協」這一地方就是明鄭的設營屯田的地方。另外，上加東與下加東[2]等地名也在明鄭時期即已出現。清朝之後，漢人從倒風內海溯八掌溪或急水溪而上開拓，下加冬就是其中一個開發據點，諸羅縣志寫到：「…商船輳集，載五榖貨物。港水入至下加冬仔止…」。當時下加冬有設汛，置把總一員，步戰守兵八十五名，到了康熙末年，下加冬莊內已出現下加冬街，更為附近官民納租繳糧之處。其後，店仔口街（白河）興起，下茄苳街漸趨沒落。
- 從清末開始到日治初期，區內發展重心轉到菁寮，1917年於菁寮設立的「菁寮信用組合」（後壁農會前身）可為印證。之後日本人鋪設的縱貫道路與縱貫鐵路通過後壁寮附近，當時菁寮士紳黃謀、黃冬(黃崑虎之父)、黃振隆、黃振德兄弟四人認為後壁車站附近具有發展潛力，於1924年遷居於車站南方，合設「黃振興合資會社」經營生意，並招募沿海墾民從事農耕，開墾廣大荒地，後壁車站附近逐漸開發起來。戰後，車站及其附近區域合成一村，稱後壁村（第一屆村長就是黃冬），成為後壁區的行政中心。
- 戰後，成立臺南州接管委員會，並設置為臺南縣後壁鄉，目前下轄有14里計142鄰。(自2018年4月30日起重新劃分)
- 2010年12月25日臺南縣市合併升格後改稱後壁區[3]。

## 人口
根據臺南市白河戶政事務所統計，2024年底後壁區戶數約8.9千戶，人口約2.1萬人，區內人口最多與最少的里分別是上茄苳里與新嘉里，2024年底兩里人口分別為2,237人與982人。

## 政治

### 歷任首長

#### 鄉長
| 屆次 | 姓名   | 備註 |
| ---- | ------ | ---- |
| 1    | 黃添成 |      |
| 2    | 黃添成 |      |
| 3    | 黃添成 |      |
| 4    | 徐須   |      |
| 5    | 徐須   |      |
| 6    | 徐仁昌 |      |
| 7    | 徐仁昌 |      |
| 8    | 張勝雄 |      |
| 9    | 張勝雄 |      |
| 10   | 王發達 |      |
| 11   | 王發達 |      |
| 12   | 葉宣煌 |      |
| 13   | 葉宣煌 |      |
| 14   | 蕭清爽 |      |
| 15   | 李本源 |      |

#### 區長
| 任次 | 姓名   | 備註 |
| ---- | ------ | ---- |
| 1    | 李本源 |      |
| 2    | 魏文貴 |      |
| 3    | 翁振祥 |      |
| 4    | 黃炳元 |      |
| 5    | 陳玉惠 |      |
| 6    | 李至彬 |      |

### 區政組織

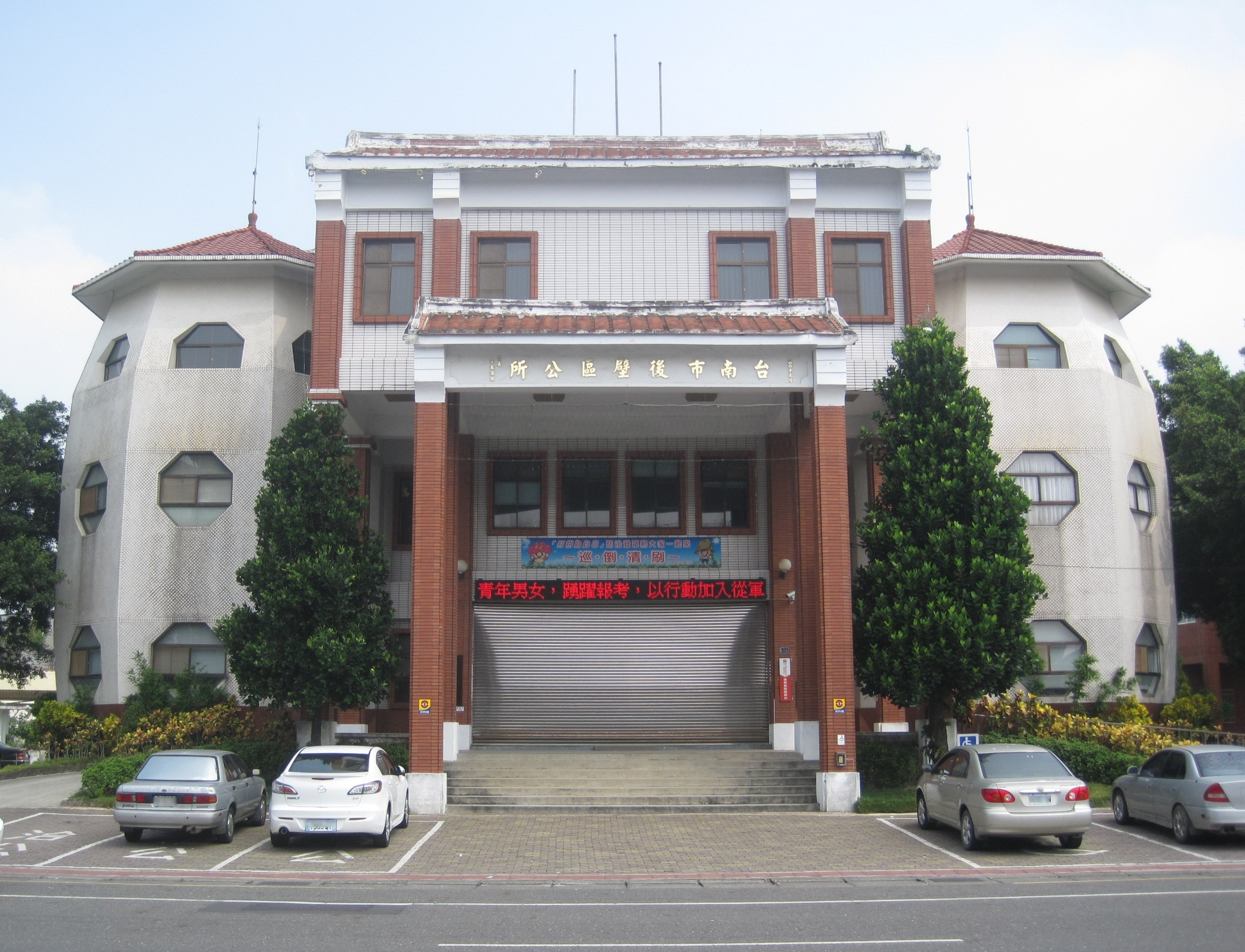
後壁區公所

後壁區公所是臺南市政府在後壁區的派出機關，在中華民國政府架構中為市政府綜理區政的執行機關，上級業務監督機關為臺南市政府。区长由市長任命，其任期為無任期保障。在區長及主任秘書之下，設有4課3室等7個內部單位。

### 行政區
現今後壁區行政範圍的確立，來自於1920年，日本將臺灣十二廳改為五州二廳，設後壁庄屬臺南州新營郡。後壁庄轄上茄苳、下茄苳、安溪寮、烏樹林、長短樹、新港東、竹圍後、菁寮等8個大字。1945年，改為「後壁鄉」，屬臺南縣新營區。1950年，裁撤區署，後壁鄉改直隸於臺南縣。2010年，臺南縣市合併改制為直轄市，後壁鄉改制為市轄區「後壁區」，隸屬臺南市。
| 後壁區行政區劃 |        |      |          |      |          |
|                |        |      |          |      |          |
| 編號           | 里名   | 編號 | 里名     | 編號 | 里名     |
| 1              | 後壁里 | 2    | 侯伯里   | 3    | 嘉苳里   |
| 4              | 土溝里 | 5    | 上茄苳里 | 6    | 菁豐里   |
| 7              | 菁寮里 | 8    | 新嘉里   | 9    | 長短樹里 |
| 10             | 竹新里 | 11   | 新東里   | 12   | 頂安里   |
| 13             | 長安里 | 14   | 福安里   |      |          |

2018年進行里鄰調整，在4月30日將嘉田里、嘉民里合併成「上茄苳里」，崁頂里併入菁豐里（同時與墨林里進行里界調整），墨林里（部分）、後廍里併入菁寮里，平安里、頂長里、仕安里合併成「長短樹里」，烏樹里則分成兩部份各自併入長安里與福安里。

### 警政治安
- 內政部警政署國道公路警察局第4隊（隊部）
- 內政部警政署國道公路警察局第4隊（新營分隊）
- 臺南市政府警察局白河分局
- 後壁分駐所
- 安溪派出所
- 菁寮派出所
- 長安派出所

## 信仰中心

### 民間信仰
- 下茄苳泰安宮
- 旌忠廟
- 新港東重新宮
- 上茄苳顯濟宮

### 基督信仰
台灣基督長老教會嘉義中會
- 後壁教會：位於後壁里。
- 菁寮教會：位於菁寮里。
- 新港東教會：位於新東里。

## 教育

### 高級中學
- 國立後壁高級中學

### 國民中學
- 臺南市立後壁國民中學
- 臺南市立菁寮國民中學【長短樹】

### 國民小學
- 臺南市後壁區後壁國民小學
- 臺南市後壁區永安國民小學【上茄苳】
- 臺南市後壁區新嘉國民小學【白沙屯】
- 臺南市後壁區樹人國民小學【烏樹林】
- 臺南市後壁區安溪國民小學【安溪寮】
- 臺南市後壁區菁寮國民小學
- 臺南市後壁區新東國民小學【新港東】

## 交通

### 鐵路

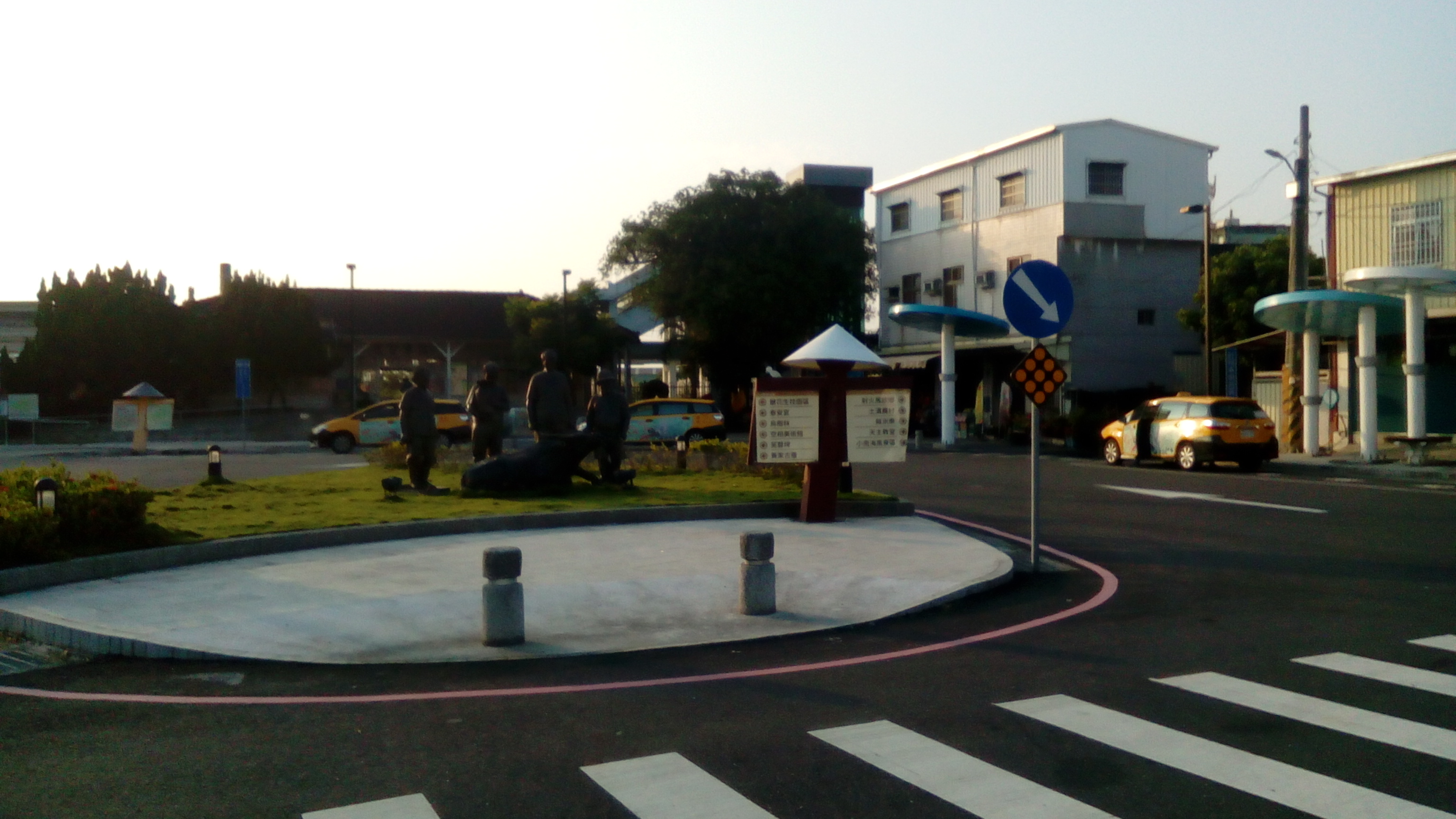
台鐵後壁車站

臺灣鐵路公司
- 縱貫線：後壁車站

### 公車資訊
| 編號              | 經營業者          | 路線                     | 備註 |
| ----------------- | ----------------- | ------------------------ | --- |
| 33                | 新營客運          | 高鐵嘉義站－關子嶺       | - 每週三停駛，台灣好行關子嶺線。 - 經菁寮、後壁車站、白河轉運站、仙草埔。                                                                 |
| 黃幹線            | 新營客運 興南客運 | 白河－麻豆轉運站         | - 部分班次繞駛白河商工。 - 經由新營、柳營、下營公所、麻豆新樓醫院。                                                                       |
| 黃幹線 區間車(北) | 新營客運          | 白河－新營               | - 部分班次繞駛白河商工。 - 7:05白河站發車班次延駛柳營奇美醫院。 - 經由烏樹林。                                                            |
| 黃6               | 新營客運          | 新營－後壁火車站         | - 部分班次延駛新營轉運站。 - 經由菁寮，返程自後壁區公所發車。                                                                             |
| 黃6區間車         | 新營客運          | 新營－白沙屯             | |
| 黃6-1             | 新營客運          | 白河－菁寮               | - 農村樂活公車，例假日行駛。 - 經由土溝、後壁車站。                                                                                       |
| 黃9               | 新營客運          | 新營－高鐵嘉義站         | - 經由後壁高中、後壁車站、南靖車站。 - 每週二至週日新營站8:00~17:00班次延駛故宮南院。 - 臺南市政府民治中心站僅週一～週五6:00～18:30停靠。 |
| 黃10              | 新營客運          | 後壁泰安宮－六重溪鎮安宮 | - 經由後壁火車站、白河、台影文化城。 |
| 黃10區間車(西)    | 新營客運          | 後壁泰安宮－白河         | |
| 黃12              | 新營客運          | 白河－關子嶺             | - 部分班次延駛新營站。 |
| 黃16-1            | 新營客運          | 白河－高鐵嘉義站         | - 經由安溪寮、菁寮、鹿草。 |
| 黃21              | 台一大車隊        | 新營－白沙屯             | - 經由竹新里、菁寮。 - 全線使用小黃公車營運。 - 例假日全線採預約制發車。                                                                  |
| 1836              | 國光客運          | 台北－新營               | - 經由後壁、水上、嘉義；往台北方向上嘉義交流道後直達台北。                                                                                |

### 高速公路
- 國道一號（中山高速公路）
  - 新營收費站（280）雖命名為新營，實際位於後壁，2013年已拆除。
  - 新營服務區（284）雖命名為新營，實際位於後壁，可以利用服務區的便道來往後壁。

### 公路
- 台1線
- 市道172號
- 市道172甲線

### 公共自行車
臺南市YouBike 2.0於2023年2月23日正式營運，截至2025年5月23日於後壁區內設置5處站點。

## 旅遊
- 後壁里

1. 後壁車站
2. 後壁黃家古厝
3. 卡多良食故事館
4. 楊媽媽菓子工坊

- 嘉苳里

1. 下茄苳泰安宮：供奉天上聖母
2. 下茄苳旌忠廟：供奉岳府元帥

- 菁寮里、墨林里、後廍里（無米樂社區）

1. 菁寮老街
2. 聖十字教堂

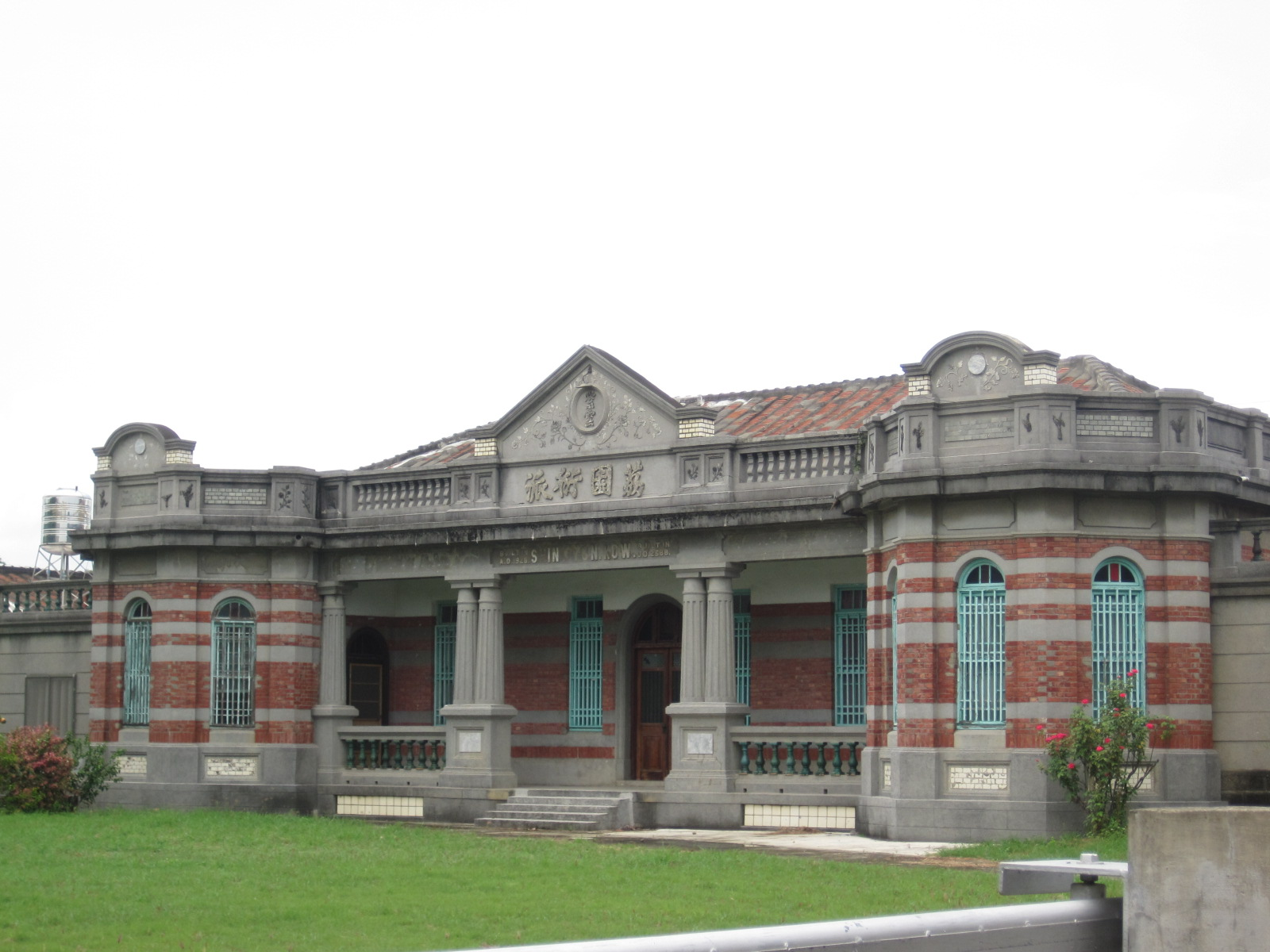
菁寮黃宅

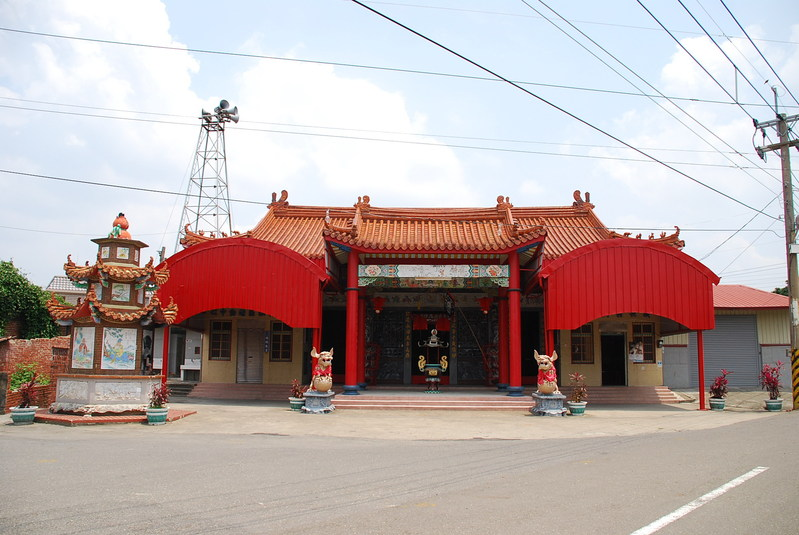
長短樹永安堂

3. 菁寮黃宅：由黃爐、黃水順兄弟興建於日治昭和三年（1928年），是後壁區僅存的「西洋樓仔」。該建築以中央山牆為中軸而左右對稱，兩邊八角形的窗牆有如衛塔一般。

- 土溝里

1. 平安竹仔腳－聚落生活空間藝術改造計畫
2. 土溝農村美術館

- 烏樹里

1. 烏樹林糖廠
2. 烏樹林車站

- 長短樹

1. 長短樹永安堂：主祀清水祖師，建立1722年至1735年間，其「打面宋江陣」初估150年以上，曾傳至下營紅毛厝、鹽水歡雅等地，但因打面耗時、傳承困難，不少地區僅留存宋江陣，不再打面，經常受邀前往民宅、店家驅邪安宅。

- 「豐盛之城」歷史文化園區(預計2025年完成)

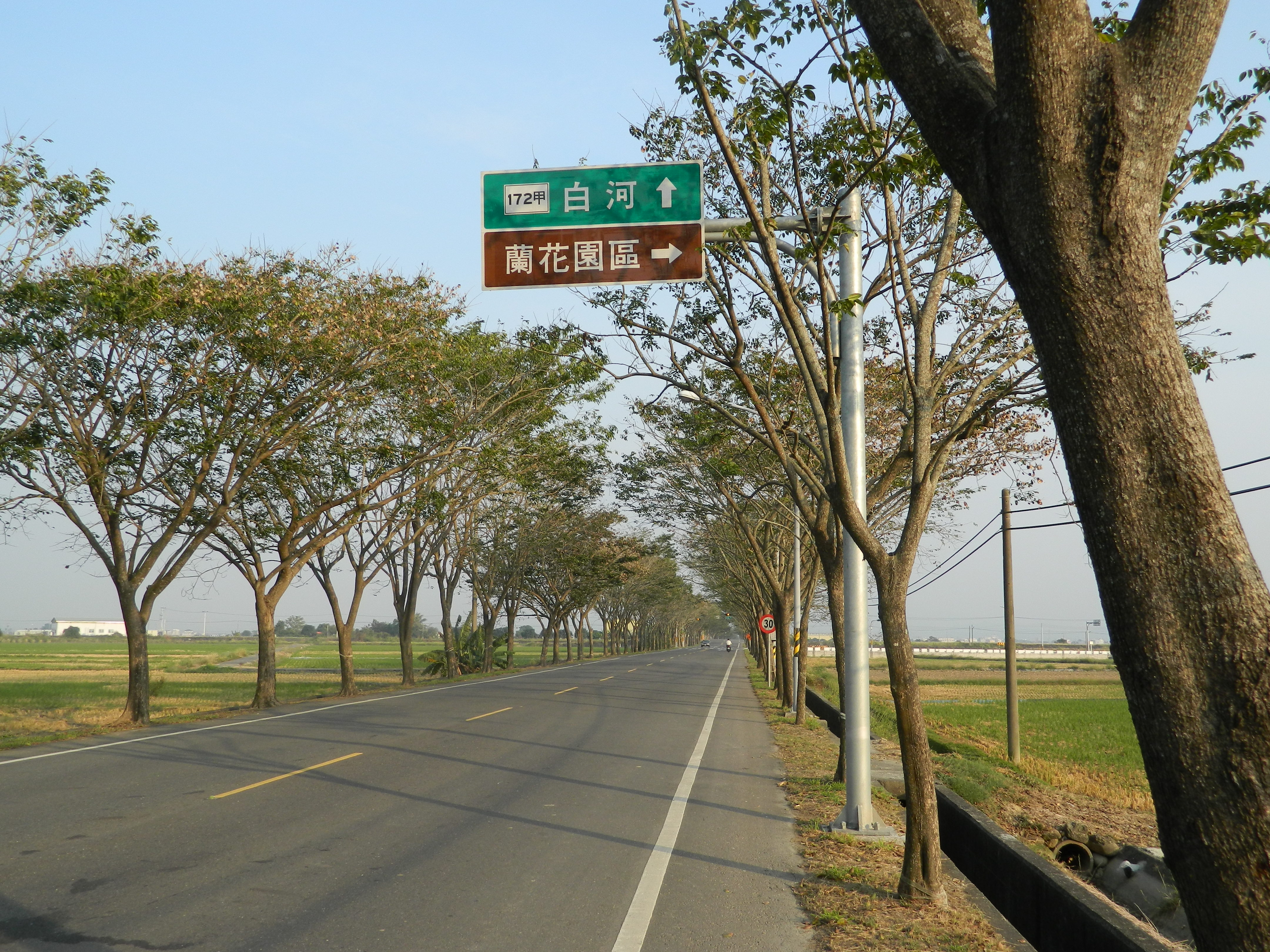
市道172甲於後壁區一景（近白河區與後壁區交界處）

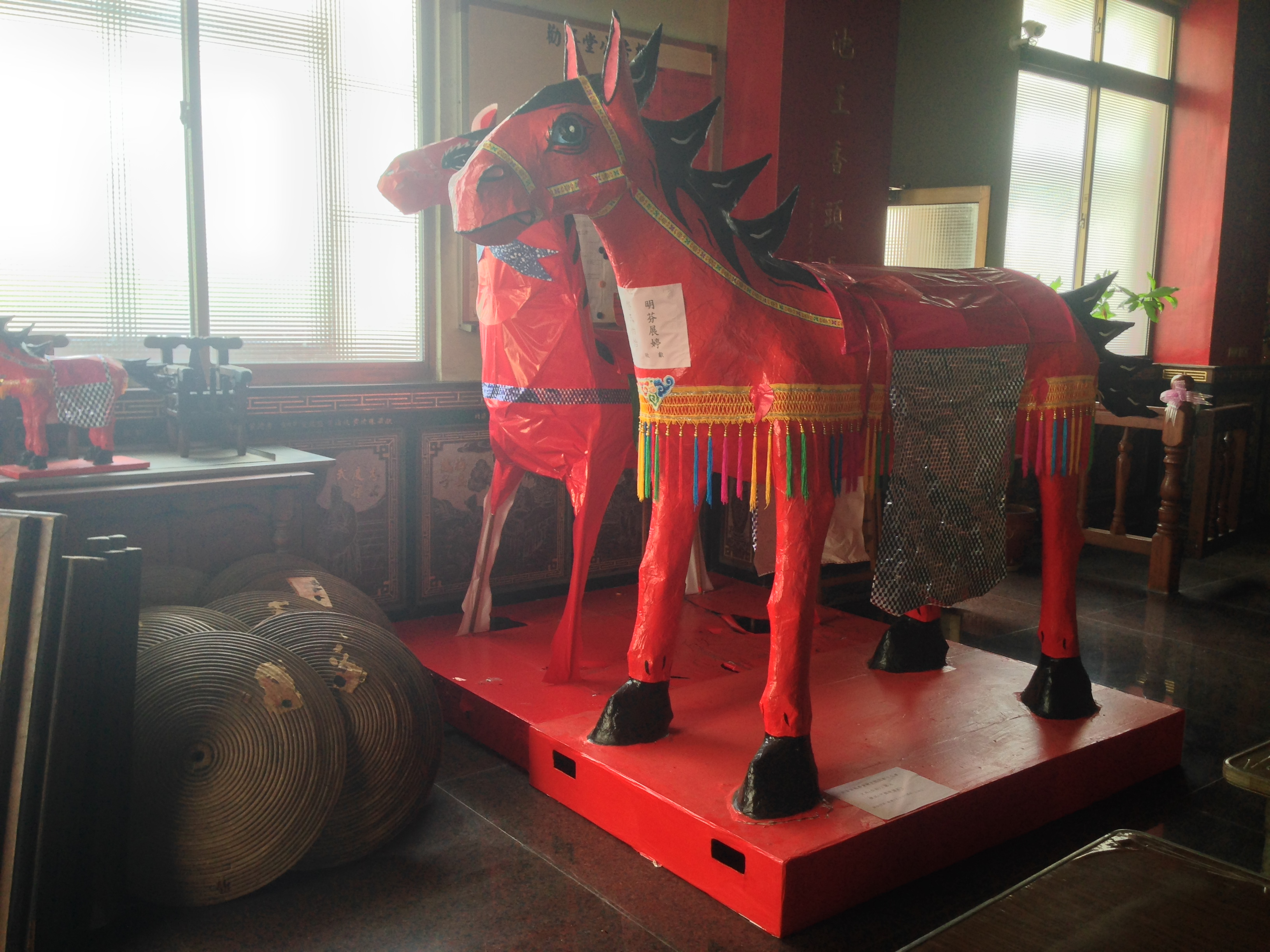
崁頂勸善堂廟內火馬

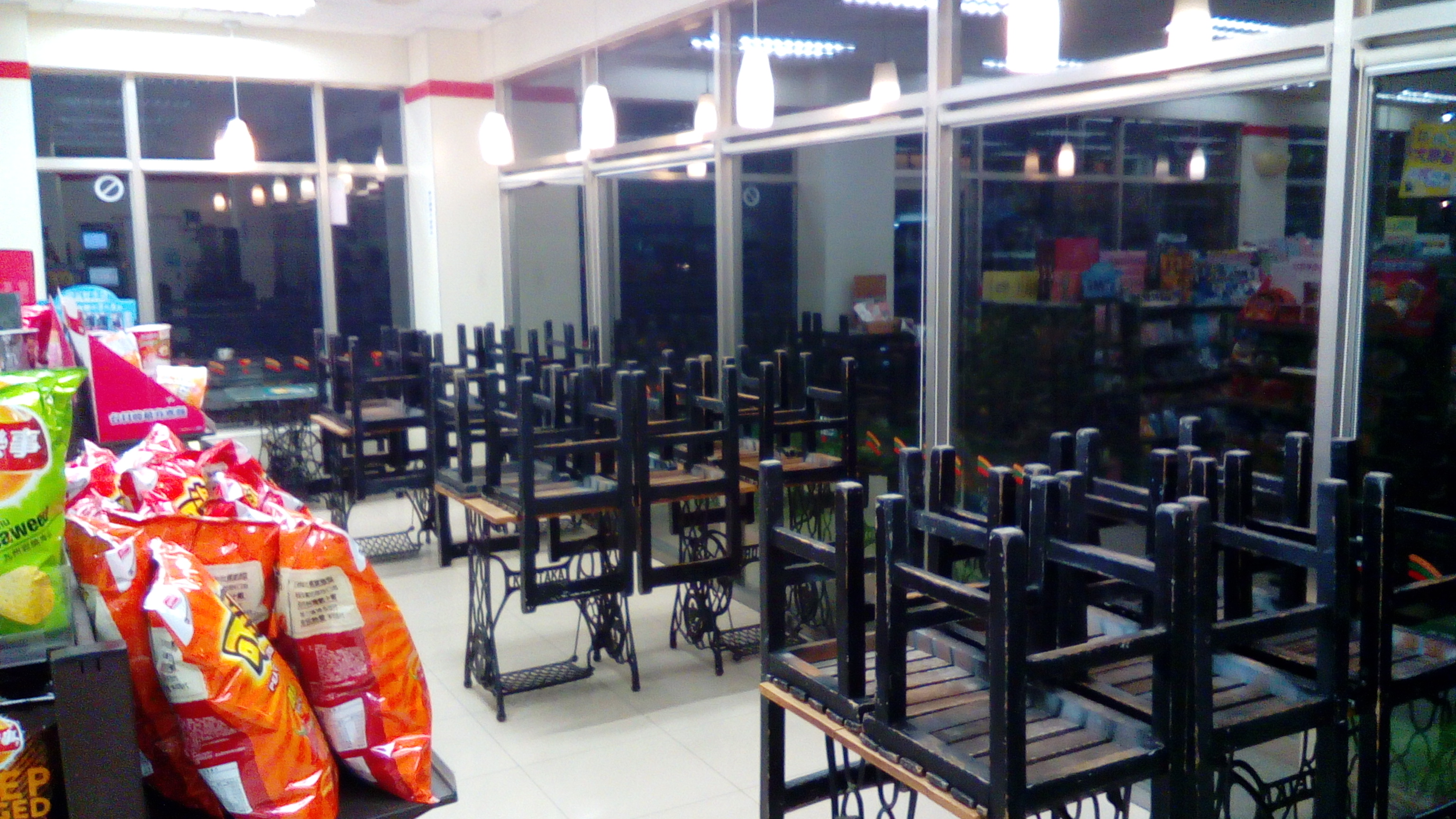
7-11(蓮營門市)

- 小南海風景區
- 精農中心
- 臺灣蘭花生物科技園區
- 崁頂射火馬
- 全國最大7-11(蓮營門市)

## 特產
- 稻米

稻米是後壁區最重要的作物，種稻面積達三千五百公頃，是全臺數一數二的米倉。後壁區土地多屬粘土質，加上引自曾文水庫、烏山頭水庫的南瀛好水，因此生產之稻米香Q可口，特別好吃。農會的「後農米」、「蘭麗米」，聯發碾米廠的「上水米」、「夢美人米」等，更是為後壁區在市場打出「後壁優質米」的一片天。
西元2006年，後壁區農民黃崑濱（崑濱伯）以「台農71號」（益全香米）勇奪全國冠軍米殊榮。
- 芭樂

芭樂算是後壁最有名的農產品，主要栽種於安溪寮地區，當地還設立了番石榴產銷班。安溪寮的芭樂品種主要有珍珠芭樂和水晶芭樂兩種。
- 洋香瓜

後壁區農產原本以稻米、甘蔗、雜糧為主，近年來農業型態轉型，甘蔗及雜糧漸被洋香瓜及西瓜所取代。後壁區所產的洋香瓜甜度高、果實碩大、果肉細緻，色香味俱全。
- 蘭花

臺灣蘭花生物科技園區位於原烏樹林糖廠樹安農場，由臺南縣政府向臺糖公司簽約承租，園區建設計劃經農委會核定為「地方主導之農業生技園區」，預計投入20.6億元建設經費，分6期進行，預計民國97年完成；目前公共設施部分，營運服務中心、環保能源中心、生產示範溫室、國際花卉展覽中心及景觀工程等多已完工，營運服務中心並於2004年12月21日正式開幕啟用，縣政府團隊亦已正式進駐、招商。
此外，臺南市政府更在園區內舉辦國際性的大型蘭展，「2005年臺灣國際蘭展」為第一屆、目前已舉辦12年，「2018年臺灣國際蘭展」也將於3月初時舉行，除參觀人數每年大多有突破新高外，更成功的建立國際知名度，並藉由國際蘭展邀請專家仔細評鑑參展蘭花，帶動蘭花業者不斷研發栽培技術，提升產能與品質。

## 外部連結
- 後壁區公所 （页面存档备份，存于）